# Maria Aurèlia Capmany
Maria Aurèlia Capmany i Farnés (Barcelona, 3 de agosto de 1918-Barcelona, 2 de octubre de 1991) fue una novelista, dramaturga y ensayista española. Fue también una destacada feminista, activista cultural y antifranquista.

## Biografía
Nieta del intelectual Sebastián autor de la Paremiologia catalana comparada, e hija de Aureli Capmany, folclorista y colaborador en revistas infantiles, pasó su juventud en el piso de la familia junto a la Rambla de Barcelona. Estudió en el Instituto-Escuela de la Generalidad y se licenció en Filosofía en la Universidad de Barcelona de la posguerra.

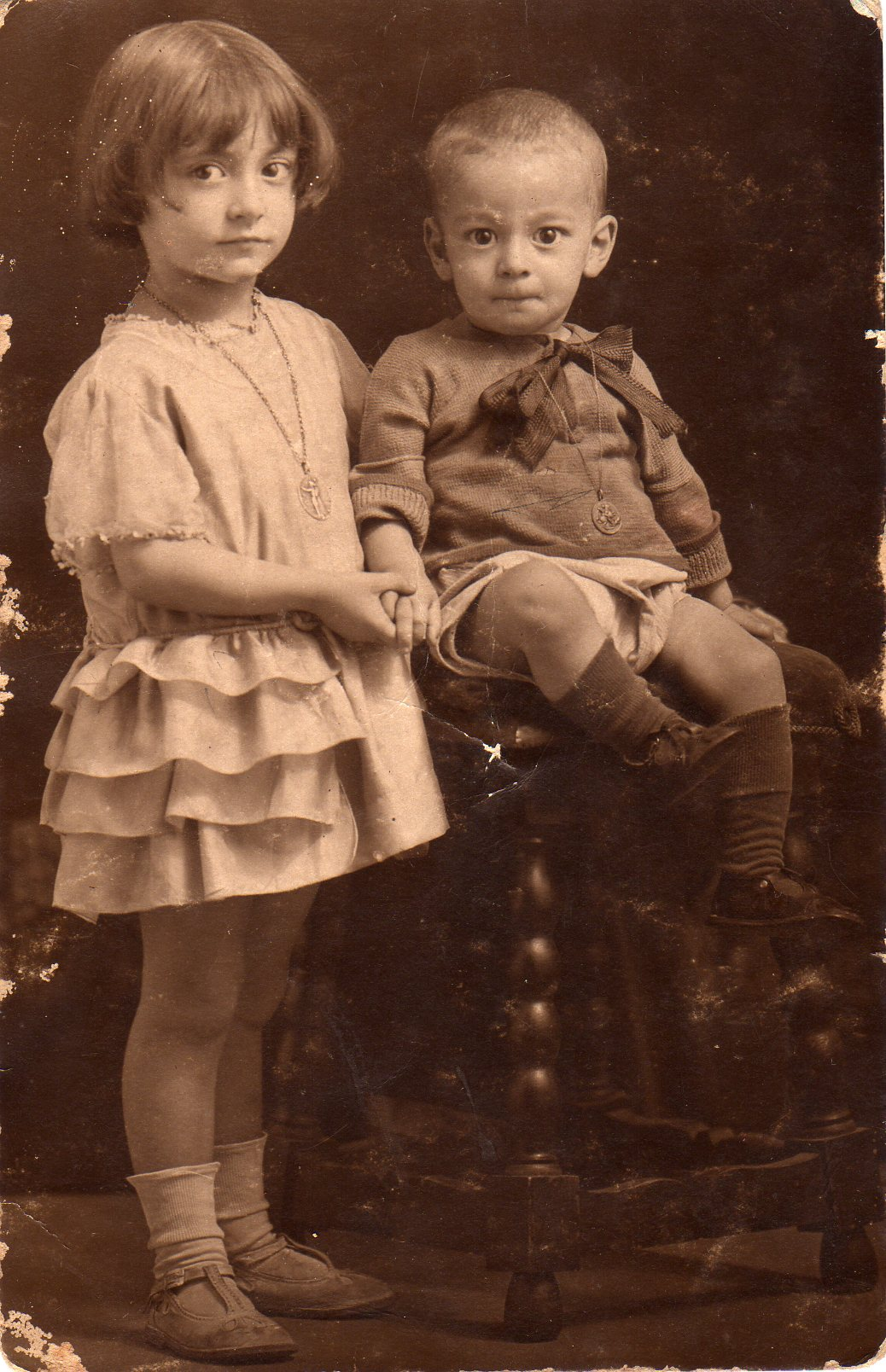
Maria Aurèlia Capmany a los 3 años, con su hermano Jordi.

Practicó la docencia durante las décadas de 1940 y 1950 en el Instituto Albéniz de Badalona y en la Escuela Isabel de Villena de Barcelona. También trabajó grabando vidrio, oficio aprendido en su época de universitaria.
Con su primera novela Necessitem morir (publicada en 1952) quedó finalista del premio Joanot Martorell de 1947, premio que ganó al año siguiente con El cel no és transparent (ambas en catalán, lengua no oficial pero tolerada durante el régimen). Su prestigio como narradora le llegó con novelas como Betúlia, El gust de la pols y Un lloc entre els morts, esta última premio Sant Jordi de 1968. En 1981 recibió el premio Ramon Fuster, otorgado por el Colegio Oficial de Doctores y Licenciados en Filosofía y Letras y en Ciencias de Cataluña, y en 1983 ganó el premio Crítica Serra d'Or de Literatura Infantil y Juvenil con el El malefici de la reina d'Hongria.
Fue una de las escritoras catalanas más polifacéticas, ya que además de la narrativa se dedicó a la traducción y cultivó el teatro, el ensayo y otros géneros literarios. Marina Rossell pondría música a sus letras en canciones como Soc una dona, El penjat, Cançó del lladre, El jutge, etc.
En el campo de la dramaturgia, fundó en 1959, junto a Ricard Salvat la Escuela de Arte Dramático Adrià Gual. Ejerció de profesora, de actriz y de directora. Además, estrenó obras propias, como Preguntes i respostes sobre la vida i la mort de Francesc Layret, advocat dels obrers de Catalunya; Layret fue un destacado abogado de los obreros de Cataluña que murió asesinado en 1920.
Como ensayista sobresale por sus obras sobre la situación de la mujer, sobre todo con La dona a Catalunya: consciència i situació, de 1966. También dedicó numerosos artículos a diversos aspectos de la cultura y de la sociedad catalana. Así mismo, destacan sus libros de memorias Pedra de toc (1 y 2), Mala memòria, y Això era i no era. 
Participó e intervino en el "Míting de la Llibertat" (22 de junio de 1976) y en el proceso constituyente del Partit Socialista de Catalunya-Congrés (noviembre de 1976).
Fue regidora y responsable de las áreas de Cultura y de Ediciones en el Ayuntamiento de Barcelona durante las primeras legislaturas por el Partido de los Socialistas de Cataluña (PSC), y miembro de la Diputación de Barcelona desde 1983 hasta a su muerte. Fue también miembro de la Asociación de Escritores en Lengua Catalana, y presidenta del Centro Català del Pen Club.
Falleció tras una larga enfermedad el 2 de octubre de 1991 en la ciudad de Barcelona y fue incinerada en el Cementerio de Collserola.

## Obras
Realizó una amplia y fructífera obra en varios idiomas 

### Novela
- Necessitem morir. Barcelona: Aymà, 1952 / Barcelona: Proa, 1977
- L'altra ciutat. Barcelona: Selecta, 1955
- Tana o la felicitat. Palma de Mallorca: Moll, 1956
- Betúlia. Barcelona: Selecta, 1956
- Ara. Barcelona: Albertí, 1958/ Barcelona: Plaza & Janés, 1988
- Traduït de l'americà. Barcelona: Albertí, 1959
- El gust de la pols. Barcelona: Destino, 1962 / Barcelona: Edicions 62, 1986
- La pluja als vidres. Barcelona: Club Editor, 1963
- El desert dels dies. Barcelona: Occitània, 1966
- Un lloc entre els morts. Barcelona: Nova Terra, 1967 / Barcelona: Laia, 1979 / Barcelona: Edicions 62, 1984 / Barcelona: Proa, 1999
- Feliçment, jo sóc una dona. Barcelona: Nova Terra, 1969 / Barcelona: Laia, 1983 / Barcelona: Barcanova, 1994
- Vitrines d'Amsterdam. Barcelona: Club Editor, 1970
- Quim-Quima. Barcelona: Estela, 1971 / Barcelona: Laia, 1977 / Barcelona: Planeta, 1991
- El jaqué de la democràcia. Barcelona: Nova Terra, 1972 / Barcelona: La Magrana, 1987
- Vés-te'n ianqui. Barcelona: Laia, 1980 / Barcelona: Barcanova, 2006
- Lo color més blau. Barcelona: Planeta, 1983
- El cap de Sant Jordi. Barcelona: Planeta, 1988.

### Narrativa breve
- Com una mà. Palma de Mallorca: Moll, 1958
- Cartes impertinents de dona a dona. Palma de Mallorca: Moll, 1971
- Numnius Dexter Optatur, Papa de Roma. Barcelona: Tarot, 1971
- Coses i noses. Barcelona: La Magrana, 1980
- Fumar o no fumar : vet aquí la qüestió (con Pere Calders). Barcelona: Destino, 1988
- Aquelles dames d'altres temps. Barcelona: Planeta, 1990
- De veu a veu: contes i narracions. (Con Montserrat Roig). Barcelona: Cercle de Lectors, 2001

### Literatura infantil
- Anna, Bel i Carles. Barcelona: Lumen, 1971
- Ni teu, ni meu. Barcelona: La Galera, 1972
- L'alt rei en Jaume. Barcelona: Aymà, 1977
- Àngela i els vuit mil policies. Barcelona: Laia, 1981
- El malefici de la reina d'Hongria o Les aventures dels tres patrons de nau. Barcelona: Barcanova, 1982
- Contes. Barcelona: Publicacions de l'Abadía de Montserrat, 1993
- La rialla del mirall. Barcelona: Empúries, 1989

### Teatro
- Tu i l'hipòcrita. Palma de Mallorca: Moll, 1961
- Vent de garbí i una mica de por. Palma de Mallorca: Moll, 1968
- Preguntes i respostes sobre la vida i la mort de Francesc Layret, advocat dels obrers de Catalunya.  [Con Xavier Romeu i Jover]. París: Edicions Catalanes de París, 1970 / Madrid: Moisés Pérez Coterillo, 1976 / Barcelona: Institut del Teatre-Diputació de Barcelona, 1992
- L'ombra de l'escorpí. València: Gorg, 1974
- El cavaller Tirant. Barcelona: Edebé, 1974
- Tirant lo Blanc. València: Eliseu Climent / 3i4, 1980
- Ca, barret!  [Con Jaume Vidal Alcover]. Palma de Mallorca: Moll, 1984

### Ensayo
- Cita de narradors (con Manuel de Pedrolo, Jordi Sarsanedas, Joan Perucho y Josep M. Espinàs). Barcelona: Selecta, 1958
- Historias de Barcelona [fotografías de A. Basté]. Barcelona: Barrigotic, 1963
- La dona a Catalunya : consciència i situació. Barcelona: Ed. 62, 1966
- Dia sí, dia no : apunts sobre la nostra societat actual. Barcelona: Llibres de Sinera, 1968
- La dona catalana. Barcelona: Mateu, 1968
- Els vells. Barcelona: Mateu, 1968
- La joventut és una nova classe? Barcelona: Edicions 62, 1969
- El feminismo ibérico. Vilassar de Mar: Oikos-tau, 1970
- De profesión mujer. Esplugues de Llobregat: Plaza & Janés, 1971
- Salvador Espriu. Barcelona: Dopesa, 1972
- El feminisme a Catalunya. Barcelona: Nova Terra, 1973
- Poema i vers o El cor salvatge de Carles Riba. Barcelona: Institut d'Estudis Hel·lènics - Departament de Filologia Catalana, Universitat de Barcelona, 1973
- Carta abierta al macho ibérico. Madrid: Ediciones 99, 1973
- El comportamiento amoroso de la mujer. Barcelona: Dopesa, 1974
- La dona. Barcelona: Dopesa, 1976
- Cada cosa en el seu temps i lectura cada dia. Barcelona: Dopesa, 1976
- Subirachs o el retrat de l'artista com a escultor adult. Barcelona: Dopesa, 1976
- La dona i la Segona República. Barcelona: Ed. 62, 1977
- Temps passat, notícia d'avui: una història de Catalunya. Barcelona: Vicens Vives, 1978
- Dies i hores de la Nova Cançó. Barcelona: Abadía de Montserrat, 1978
- Antifémina (con Colita). Madrid: Editora Nacional, 1978
- En busca de la mujer española. Barcelona: Laia, 1982
- Diàlegs a Barcelona: M. Aurèlia Capmany, Pasqual Maragall [conversación transcrita por Xavier Febrés]. Barcelona: Ajuntament de Barcelona-Laia, 1984
- Retrobar Barcelona [con Jaume Sobraqués]. Barcelona: Lunwerg, 1986
- Fem memòria. El port de Barcelona. Barcelona: Lunwerg, 1990
- ¿Qué diablos es Cataluña? Madrid: Temas de hoy, 1990
- Barcelona entre mar i muntanya. Barcelona: Polígrafa, 1992

### Dietarios y memorias
- Pedra de toc (2 vol.). Barcelona: Nova Terra, 1970 – 1974
- Dietari de prudències. Barcelona: La Llar del Llibre, 1981
- Mala memòria. Barcelona: Planeta, 1987
- Això era i no era. Barcelona: Planeta, 1989

### Cómic
- Dona, doneta, donota (amb Avel·lí Artís-Gener). Barcelona: EDHASA, 1979

### Guiones
- L'alt rei en Jaume. Televisión, 1977 – 1978
- La nina. Televisión, 1977-1978 (basado en Casa de muñecas de Ibsen).
- Tereseta-que-baixava-les-escales. Televisión, 1977-1978 [basado en el cuento homónimo de Salvador Espriu]
- Aquesta nit no vindrem a sopar. Televisión, 1978 – 1979
- La nit catalana. Televisión, 1978-1979
- Temps passat, notícia d'avui. Ràdio 4, 1979
- Història de Catalunya, 1977-1978 (45 capítulos). Radio. Edición en casete (1979).
- Les nits de la tieta Rosa. Televisión, 1980

### Obras completas
- Obra completa (7 volúmenes). Barcelona: Columna, 1993 – 2000 (edición a cargo de Guillem-Jordi Graells).

## Traducciones

### Del francés
- BALZAC, Honoré de: L'última encarnació de Vautrin. Barcelona: Nova Terra, 1972
- DURAS, Marguerite: Un dic contra el pacífic [Un barrage contre le Pacifique]. Barcelona: Edicions 62, Col. El Balancí 2, 1965
- FOURNIER, Alain: El gran Meaulnes [Le grand Meaulnes]. Barcelona: Edicions 62, Col. El Trapezi 10, 1966
- KASSAK, Fred: Carambolades [Carambolages]. Barcelona: Edicions 62, Col. La cua de palla, 1963
- LAFONT, Robert: Història de la literatura occitana. Barcelona: Dopesa, Col. Pinya de Rosa 8 i 9, 1973
- PROUST, Marcel: A la recerca del temps perdut [À la recherche du temps perdu]. Barcelona: Columna, 1990-1991 [amb Jaume Vidal Alcover]
- SARTRE, Jean-Paul: Fenomenologia i existencialisme [L'existencialisme est un humanisme]. Barcelona: Laia, 1982
- SIMENON, Georges: Liberty Bar. Barcelona: Edicions 62, Col. La cua de palla 28, 1965
- SIMENON, Georges: El gos groc [Le chien jaune]. Barcelona: Edicions 62, Col. La cua de palla 48, 1966 / Barcelona: Àrea, 1989 / Barcelona: Columna, 1995
- SIMENON, Georges: La nit de la cruïlla [La nuit du carrefour]. Barcelona: Edicions 62, Col. La cua de palla, 1966
- SIMENON, Georges: L'Ombra xinesa. Barcelona: Edicions 62, Col. La cua de palla 54, 1967
- SIMENON, Georges: Maigret i el client del dissabte [Maigret et le client du samedi]. Barcelona: Edicions 62, Col. La cua de palla 62, 1968
- SIMENON, Georges: Signat Picpus [Signée Picpus]. Barcelona: Edicions 62, Col. La cua de palla 65, 1968
- STEWART, Terry: Mà forta [La belle vie]. Barcelona: Edicions 62, Col. La cua de palla 2, 1963
- VÉRY, Pierre: El senyor Marcel de la funerària. Barcelona: Edicions 62, Col. La cua de palla 19, 1964
- VÉRY, Pierre: Goupi Mans-Roges [Goupi Mans-Rouges]. Barcelona: Edicions 62, Col. La cua de palla 16, 1964

### Del italiano
- CALVINO, Italo: El baró rampant [Il barone rampante]. Barcelona: Edicions 62, Col. El Balancí 7, 1965 / Barcelona: Avui, 1995
- CASSOLA, Carlo: La tala del bosc [Il taglio del bosco]. Barcelona: Edicions 62, Col. El Trapezi 8, 1966
- CHIARINI, Luigi: Art i tècnica del film [Arte e tecnica del film]. Barcelona: Edicions 62, Col. A l'abast 13, 1967
- LIONNI, Leo: Frederick. Barcelona: Lumen, 1969
- PASOLINI, Pier Paolo: Una vida violenta [Una vita violenta]. Barcelona: Edicons 62, Col. El Balancí 32, 1967
- PAVESE, Cesare: La lluna i les fogueres ['La luna e il falò]. Barcelona: Edicions 62, Col. El Balancí 12, 1965
- PIRANDELLO, Luigi: Aquesta nit improvisem [Questa notte si recita a soggetto]. Barcelona: Institut del Teatre-Diputació de Barcelona, 1996
- PRATOLINI, Vasco: Crònica dels pobres amants [Cronache di poveri amanti]. Barcelona: Edicions 62, Col. El Balancí 1, 1965
- PRATOLINI, Vasco: Metel·lo [Metello]. Barcelona: Edicions 62, Col. El Balancí 15, 1966
- VITTORINI, Elio: Conversa a Sicília [Conversazione in Sicilia]. Barcelona: Edicions 62, Col. El Balancí 19, 1966

### Del inglés
- CAIN, James M.: Doble indemnització [Double Indemnity]. Barcelona: Edicions 62, Col. La cua de palla 28, 1965